# Savona Foot-Ball Club 1946-1947
Questa voce raccoglie le informazioni riguardanti il Savona Foot-Ball Club nelle competizioni ufficiali della stagione 1946-1947.

## Rosa
| N. |                   | Ruolo | Calciatore          |
| -- | ----------------- | ----- | ------------------- |
|    | Italia (bandiera) | A     | Carlo Bianchi       |
|    | Italia (bandiera) | C     | Giovanni Cappelli   |
|    | Italia (bandiera) | A     | Gino Cereseto       |
|    | Italia (bandiera) | C     | Volturno Diotallevi |
|    | Italia (bandiera) | A     | Longino Di Piazza   |
|    | Italia (bandiera) | A     | Luigi Dodi          |
|    | Italia (bandiera) | D     | Efeso Giannoni      |
|    | Italia (bandiera) | C     | Luigi Ghersi        |
|    | Italia (bandiera) | A     | Giovanni Ighina     |
|    | Italia (bandiera) | C     | Antonio Ivaldi      |
|    | Italia (bandiera) | A     | Alberto Leone       |
|    | Italia (bandiera) | C     | Roberto Longoni     |

| N. |                   | Ruolo | Calciatore          |
| -- | ----------------- | ----- | ------------------- |
|    | Italia (bandiera) | P     | Luigi Pendibene     |
|    | Italia (bandiera) | A     | Attilio Piccoli     |
|    | Italia (bandiera) | C     | Marino Puccini      |
|    | Italia (bandiera) | P     | Luigi Sculli        |
|    | Italia (bandiera) | D     | Giovanni Terzi      |
|    | Italia (bandiera) | A     | Angelo Tomasini     |
|    | Italia (bandiera) | P     | Ermes Tonini        |
|    | Italia (bandiera) | D     | Francesco Varicelli |
|    | Italia (bandiera) | D     | Gino Vignolo        |
|    | Italia (bandiera) | D     | Mario Zanni         |
|    | Italia (bandiera) | C     | Antonio Zidarich    |